# Hello! Ma Baby
Hello! Ma Baby est une chanson de la Tin Pan Alley, écrite en 1899 par le groupe de compositeurs de Joseph E. Howard (en) et d'Ida Emerson (en), connus comme « Howard and Emerson ». La chanson décrit un homme entretenant une relation avec une petite amie qu'il n'a connue que par téléphone. À cette époque, l'usage du téléphone était encore assez nouveau, il n'existait que dans 10 % des foyers des États-Unis d'Amérique, et cette chanson a été le premier succès à mettre en avant ce moyen de communication. De plus, le mot « Hello » (« Allo ») lui-même a d'abord été au départ associé avec l'utilisation du téléphone — Hello Girl est un mot d'argot pour désigner les opératrices téléphoniques durant toute la Première Guerre mondiale, bien que plus tard, l'usage du mot (anglais) s'est étendu jusqu'à servir pour n'importe quelle occasion de rencontre.
La chanson a d'abord été enregistrée par Arthur Collins (en) sur un cylindre de phonographe Edison 5470.
C'est au départ une « coon song » (« chanson de nègre »), avec des  caricatures de noirs sur la partition, et des références « nègres » dans les paroles.
Son refrain est bien meilleur que ses couplets, comme le souligne la musique dans l'introduction du dessin animé La Légende du ténor grenouille (One Froggy Evening, 1955) de la Warner Bros. La chanson est chantée par la grenouille verte (nommée après coup Michigan J. Frog) et est jouée à une cadence rapide dans le style d'un cake-walk.

## Influence
Dans la composition Central Park in the Dark (1906) de Charles Ives, elle apparaît fréquemment.
Le court opus de piano Le Petit Nègre (1909) par Claude Debussy fait entendre une mélodie très semblable à Hello! Ma Baby, et pourrait avoir été inspiré par cette chanson.

## Partition musicale de la chanson et son acquisition par la Warner Bros.
La partition musicale a été publiée par la société T.B. Harms & Francis, Day & Hunter, Inc. (en), qui a été rachetée par la Warner Bros. avant le krach de Wall Street de 1929 (lors des débuts de l'ère du cinéma parlant.

## Dans la culture populaire
- Dans le film noir et blanc Le Vaisseau fantôme, une des adaptations en film de Le Loup des mers (un classique de Jack London) avec notamment l'acteur Edward G. Robinson, la chanson est chantée dans la scène d'ouverture dans un bar.
- Dans One Froggy Evening des Merrie Melodies, un des dessins animés classiques de Chuck Jones. La grenouille chantante et dansante Michigan J. Frog interprète plusieurs chansons de l'époque précédant celle du dessin animé, dont Hello! Ma Baby, la plus populaire.
- Dans le film de Mel Brooks de 1987 : La Folle Histoire de l'espace. Parodiant Alien, un extraterrestre parasite sort brusquement du ventre de John Hurt, rendant par la suite hommage au cartoon de Chuck Jones en dansant sur le comptoir de bar du  restaurant de l'espace tout en chantant la chanson, ce qui fait que les deux « héros », Yop solo et Beurk, demandent rapidement l'addition avant de partir.
- Dans le cinquième épisode Le Quatuor d'Homer (Homer's Barbershop Quartet) de la série Les Simpson de 1993 (qui prend place à Springfield), Homer, Skinner, Wiggum et Apu chantent une version de quatuor de la chanson.
- Dans le jeu vidéo de Western Red Dead Redemption 2 (Rockstar Studios), la chanson est interprétée par une chanteuse nommée Robin Koninsky durant un spectacle donné au Théatre Râleur de Saint-Denis. Le jeu se déroule en 1899, l'année même de l'écriture de la chanson.